# RUS Ferrières
RUS Ferrières is een Belgische voetbalclub uit Ferrières. De club is aangesloten bij de KBVB met stamnummer 3449 en heeft blauw en wit als kleuren. De club speelde in haar bestaan een decennium in de nationale reeksen, waaronder een seizoen in Derde Klasse.

## Geschiedenis
Tijdens de Tweede Wereldoorlog werd in december 1942 Union Sportive Ferrières opgericht, dat zich wat later aansloot bij de Belgische Voetbalbond, waar men stamnummer 3449 kreeg. Men koos blauw en wit als kleuren en trad vanaf 1943 in competitie in Derde Provinciale, toen het laagste niveau.
De club eindigde jarenlang in de staart van de rangschikking, tot begin jaren 60 een succesperiode begon. In 1961 behaalde men al voor het eerst een vierde plaats. Twee jaar later slaagde men er zelfs in de reeks te winnen en zo promoveerde de club in 1963 na 20 jaar bestaan voor het eerst. Voor dit eerste seizoen in Tweede Provinciale versterkte de club zich met ex-international Jean Mathonet als speler-trainer. Ook een niveau hoger bleef Ferrières goed presteren en het eindigde zijn debuutseizoen meteen als vierde. Het tweede seizoen verliep nog beter en men werd nu ook in Tweede Provinciale reekswinnaar. Een eindronde met Verlaine, Dalhem en La Calamine moest beslissen welke drie clubs konden promoveren. Ferrières kende succes en promoveerde zo in 1965 meteen verder naar Eerste Provinciale. Ook daar ging men door op het elan, werd in het debuutseizoen meteen de titel behaald en de club stootte in 1966 door naar de nationale bevorderingsreeksen of Vierde Klasse. De eerste ploeg had voor het nationaal voetbal een nieuw terrein nodig en men ging spelen in het stadion van de Pré du Fa.
US Ferrières bleef ook in Bevordering sterk presteren, was er een van de subtoppers en eindigde het eerste seizoen op een derde plaats. Vooral in de Beker van België kende men succes. Na eerste overwinningen tegen mindere clubs, werd men daar uitgeloot tegen Cercle Brugge. Na een gelijkspel werd Cercle uitgeschakeld na het nemen van strafschoppen en in de volgende ronde wachtte Patro Eisden. Men slaagde erin Eisden te verslaan en moest nu naar Club Brugge, dat echter won en zo het bekeravontuur van Ferrières beëindigde. De club kon deze bekerprestatie nooit meer herhalen, maar bleef de volgende jaren wel makkelijk meespelen in de middenmoot in Vierde Klasse. Uiteindelijk strandde men in 1973 op een degradatieplaats en na zeven jaar nationaal voetbal zakte men terug naar Eerste Provinciale.
Na vier jaar promoveerde US Ferrières in 1977 opnieuw naar Vierde Klasse. Na de bekerprestatie meer dan tien jaar eerder, kende de club nu een tweede hoogtepunt. Ferrières won zijn reeks en steeg zo in 1978 voor het eerst naar Derde Klasse. Het verblijf in Derde was echter van korte duur. Ferrières eindigde zijn eerste seizoen meteen als laatste en degradeerde zo in 1979 terug naar Vierde Klasse. Men had het moeilijk na deze daling. Het eerste seizoen wist men nog de degradatieplaatsen te ontlopen, maar een seizoen later eindigde men toch voorlaatste en zo zakte Ferrières in 1981 na vier jaar terug naar Eerste Provinciale.
RUS Ferrières bleef voortaan in de provinciale reeksen, waar het zelfs wegzakte tot in de lagere afdelingen.

In het seizoen 2024/25 speelde de A-ploeg in 1e Provinciale, maar gaf reeds in October algemeen forfait. 